# Takashi Yoshimatsu
Takashi Yoshimatsu, född 1953 i Tokyo, är en japansk kompositör som har kommit att anses vara en av Japans främsta kompositörer i neo-romantisk stil. Yoshimatsu har ingen formell utbildning i musik, utöver att vara elev till Teizo Matsumura, utan hoppade av sina universitetesstudier vid Keio-universitetet och började spela i ett band vid namn NOA som efterliknade det brittiska bandet Pink Floyd. Ett band som han senare kom att hylla tillsammans med band som The Beatles och Emerson, Lake & Palmer i sin Atom Hearts Club Suite. Utöver dessa brittiska popband och progressiva rockband blev han också i unga år inspirerad av kompositörer som Pjotr Tjajkovskij, Jean Sibelius och Ludvig van Beethoven. Typiskt för Yoshimatsus stil är återupprepande ackordprogressioner. Han har kanske gjort sig mest känd för att ha komponerat musiken till nyversionen av Astro Boy 2003. 